# Cimolesta
Ordre
Les cimolestiens (Cimolesta) forment un ordre éteint de mammifères euthériens non placentaires.
Ils sont parfois nommés cimolestes mais cela prête à confusion avec le genre éponyme. Ils avaient une grande variété de formes de corps, de dentition et de modes de vie, bien que la majorité d'entre eux fussent de petite taille et ressemblassent à des rongeurs ou des opossums. Les pantolestidés étaient, pour leur part, de petits mammifères semi-aquatiques.

## Systématique
L'ordre des Cimolesta a été décrit par le paléontologue Malcolm Carnegie McKenna (1930-2008) en 1975.

### Taxinomie
Plusieurs groupes ont été proposés comme descendant des cimolestiens : les pholidotes, les créodontes et les carnivores. Cependant, des études récentes ont révélé que les cimolestiens seraient des euthériens basaux, sans descendants vivants.
Certains auteurs ont également placé l'énigmatique famille Ptolemaiidae au sein de Cimolesta en raison de similitudes des dents et du crâne avec les membres de Pantolesta, mais des études plus approfondies suggèrent que les ptolémaiidés étaient plus probablement des afrothériens liés à l'oryctérope,.
Liste des sous-ordres
- † Didelphodonta
- † Pantodonta
- † Pantolesta
- † Taeniodonta
- † Tillodontia

Liste des sous-ordres, familles et genres
Famille Ernanodontidae?
Genre Ernanodon
Famille Ptolemaiidae?
Famille Palaeoryctidae
Genre Palaeoryctes
- Sous-Ordre Taeniodonta

Famille Stylinodontidae
Genre Schochia
Genre Psittacotherium
Genre Stylinodon
- Sous-Ordre Didelphodonta

Famille Cimolestidae
Genre Betonnia
Genre Chacopterygus
Genre Cimolestes
Genre Maelestes
- Sous-Ordre Pantolesta

Famille Paroxyclaenidae
Genre Kopidodon
Famille Pantolestidae
Genre Bisonalveus
Genre Buxolestes
Genre Palaeospinopa
- Sous-Ordre Apatotheria

Famille Apatemyidae
Genre Heterohyus
- Sous-Ordre Pantodonta

Famille Barylambdidae
Genre Barylambda
Famille Coryphodontidae
Genre Coryphodon
Genre Hypercoryphodon
Famille Pantolambdidae
Genre Pantolambda
Famille Titanoideidae
Genre Titanoides
- Sous-Ordre Tillodontia

Famille Esthonychidae
Genre Trogosus